# مارتي بيكر
مارتي بيكر (بالإنجليزية: Marty Becker)‏ هو لاعب كرة قاعدة أمريكي، ولد في 22 ديسمبر 1893 في تيفين في الولايات المتحدة، وتوفي في 25 سبتمبر 1957 في سينسيناتي في الولايات المتحدة.

## وصلات خارجية
- مارتي بيكر على موقعبيزبول رفرنس.كوم (الدوري الرئيسي) (الإنجليزية)
- مارتي بيكر على موقعبيزبول رفرنس.كوم (الدوري الثانوي) (الإنجليزية)